# استان ایشیکاوا

استان ایشیکاوا در نقشه ژاپن

نقشه استان ایشیکاوا

استان ایشیکاوا (به ژاپنی: 石川県، تلفظ: Ishikawa Ken) یکی از استان‌های کشور ژاپن است.
این استان از لحاظ جغرافیایی در ناحیهٔ هوکوریکو در کرانهٔ دریای ژاپن و در جزیرهٔ هونشو و از لحاظ تقسیم‌بندی سیاسی در بخش چوبو واقع شده‌است. این استان در زمان حکومت منطقه‌ای در ژاپن جزو منطقه [کاگانوکونی]و منطقه [ریوسی کوکو]بوده‌است. در زمان حکومت امپراتور ادو در ژاپن باغ کن روکو ان (به ژاپنی(兼六園（けんろくえん)، یکی از سه باغ برگزیده ژاپن، در آن ساخته شد.
مرکز استان ایشیکاوا، شهر کانازاوا است. جمعیت استان (در سال ۲۰۰۹) ۱٬۱۶۶٬۵۰۷ نفر و مساحت آن ۴٬۱۸۵٫۲۲ کیلومتر مربع است.
نساجی و ساخت ماشین‌آلات ساختمانی و صنایع غذایی از صنایع اصلی این استان هستند.

## جغرافیا
در شمال این استان شهر واجیما در جنوب شهر هاکوسان در شرق شهرسوزو و در غرب شهر کاگا قرار دارد.

### استان‌های همسایه
- استان تویاما (به ژاپنی 富山県، تلفظ: Toyama ken)
- استان فوکوای (به ژاپنی 福井県، تلفظ Fukui ken)
- استان گیفو (به ژاپنی 岐阜県)، تلفظ Gifu ken)

### پارک‌های طبیعی استان
- پارکهای ملی

پارک ملی هاکوسان
- پارک‌های شبهه ملی

پارک شبهه ملی شبهه جزیره واجیما
پارک شبهه ملی ای زن کاگا کای گان
- پارکهای طبیعی استانی

سانچو، داینیچی یاما، شیشیکو تدوری، گوی شی کمینه، هاکوسان ایچی رینو، ای اوزنن

### دریاهای متصل
دریای ژاپن

## تاریخ

### تاریخ باستان
استان ایشیکاوا از ادغام دو استان قدیمی‌تر کاگا و نوتو به‌وجود آمده.

## سیاست

### دولت
- استانداری ایشیکاوا
  - استاندار - (۵۵امین - ۵۹امین هی سیشش (۱۹۹۴ -)) تانی موتو ماسنوری (به ژاپنی 谷本 正徳، تلفظ TANIMOTO MASANORI))

### مجلس
- مجلس استان ایشیکاوا ۴۶ نفر عضو دارد.
- احزاب دارای نماینده در مجلس ایشیکاوا
  - حزب لیبرال دموکرات (به ژاپنی:حزب لیبرال دموکرات (ژاپن)، تلفظ ji jiyuminshuto))دارای ۲۷ نماینده
  - حزب لیبرال دموکرات (به ژاپنی:حزب لیبرال دموکرات (ژاپن)، تلفظ ji jiyuminshuto))دارای ۲۷ نماینده
  - حزب استانی ایشیکاوا به پیش (به ژاپنی:新進石川، تلفظ shinshin ishikawa)) دارای۹ نماینده
  - اتحاد هوای تازه (که از اتحاد دو حزب حزب سوسیال دموکرات و حزب دموکرات تشکیل شده) (به ژاپنی:清風・連携،

تلفظ: seifuu renkei) درای ۶ نماینده
- - حزب کومیتو (به ژاپنی: 公明党، تلفظ: komeito) دارای ۲ نماینده
  - آزاد (بدون وابستگی به هیچ حزب یا گروهی) ۱ نماینده
  - حزب کمونیست ژاپن (به ژاپنی: 日本共産党، تلفظ  nihon kyousan tou) دارای ۱ نماینده هست

※سال ۲۰۱۰]ماه می

### ا قتصاد

#### سال هی سی۱۹ (۲۰۰۷ میلادی)
- شاخص قدرت اقتصادی ۰/۴۵
  - رتبه ۳ در گروه ۲

#### سال هی سی۱۸ (۲۰۰۶ میلادی)
- شاخص قدرت اقتصادی ۰/۴۲
  - رتبه ۵ در گروه ۲

#### سال هی سی۱۷ (۲۰۰۵ میلادی)
- شاخص قدرت اقتصادی ۰/۴۰
  - رتبه ۱ در گروه ۳

## جمعیت
استان ایشیکاوا دارای ۱٬۱۶۵٬۴۱۰ نفر (مرد ۵۶۲٬۱۹۵ نفر، زن ۶۰۳٬۲۱۵ نفر) جمعیت است.

## اقتصاد

### صنعت
- صنعت فنی مهندسی

از زمان ادو (به ژاپنی: 江戸時代، تلفظ Edojidai)، [کانازاوا هان] تا به امروز صنعت نساجی یکی از صنایع اصلی این استان بوده‌است، اما در حال هزار به دلیل وارد شدن اجناس ارزان قیمت چینی این صنعت تا حدی به حالت کما رفته‌است. درواز امروزه به جای آن صنایع الکتریکی، رایانه، ماشینهای صنعتی و… که شاید به نوعی ادامه راه ماشین‌های ریسندگی باشد از صنایع اصلی این استان است. در صنعت ماشین‌سازی باید ا شرکت معروف کوماتسو (Komatsu)(به ژاپنی: 小松)اشاره کرد که زادگاه و محل فعلی بخشی از کارخانهای آن در این استان قرار دارد. لازم است ذکر شود کوماتسو زادگاه این شرکت نام شهری است که فرودگاه بین‌المللی ایشیکاوا در آن قرار دارد. این شرکت در حال حاضر یکی از بزرگ‌ترین شرکت‌های دنیا در زمینه ماشین‌های سنگین است. از دیگر شرکت‌های معروف این استان می‌توان به شرکت شیبویا(Shibuya kogyo)(به ژاپنی:渋谷工業)(بزرگ‌ترین شرکت در زمینی ماشینهای بسته‌بندی در جهان) و شرکت تسودا کما(Tsudakoma)(به ژاپنی: 津田駒工業)(بزرگ‌ترین شرکت در زمینی ماشینهای ریسندگی و ماشین‌های صنعتی) اشاره کرد.
از دیگر شرکت‌های معروف این استان می‌توان به شرکت ایزو نانا او(Eizo NANAo)(به ژاپنی ナナオ)اشاره کرد
- صنعت کشاورزی
- صنعت ماهیگیری
- صنایع هنری

## موسسات آموزشی

### موسسات آموزش عالی
- دانشگاه کانازاوا
- مدرسه عالی فناوری ایشیکاوا